# ザードル・イェネー
ザードル・イェネー（ハンガリー語: Zádor Jenő, 1894年11月5日 - 1977年4月4日）は、ハンガリー出身の作曲家で、後にアメリカ合衆国に移住した。英語読みに従うと「ユージン・ザドール」。

## 経歴
1894年、バータセクで生まれた。ウィーン音楽院で学んだ後、ライプツィヒ音楽院でマックス・レーガーに師事した。1921年より新ウィーン音楽院の教職に就き、1935年からはブダペスト音楽院で教えた。しかし1939年に第二次世界大戦が勃発するとアメリカ合衆国に移住し、ハリウッドで多くの映画音楽を手がけた。

## 作曲作品とその特徴
作品には多数のオペラ、『ハンガリアン・カプリース』（1935）などの管弦楽曲、『ツィンバロン協奏曲』（1969）や『アコーディオン協奏曲』（1971）などの協奏曲がある。作風はレーガーとリヒャルト・シュトラウスの影響を受けたものである。

## 文献
- Wendy Thompson. The New Grove Dictionary of Opera, edited by Stanley Sadie (1992). ISBN 0-333-73432-7 and ISBN 1-56159-228-5